# Clamator coromandus
Clamator coromandus е вид птица от семейство Cuculidae.

## Разпространение
Видът е разпространен в Бангладеш, Бутан, Бруней, Виетнам, Индия, Индонезия, Камбоджа, Китай, Лаос, Малайзия, Мианмар, Непал, Сингапур, Тайланд, Филипините и Шри Ланка.